# Доменіко Пуліго
Доменіко Пуліго (1492—1527) — італійський художник епохи Ренесансу. Справжнє ім'я — Доменіко ді Бартоломмео Убальдіні.

## Біографія
Доменіко Пуліго народився в родини ковалів. Його батько Бартоломео був ковалем і нащадком Убальдіні Марраді, які теж були ковалями. Мати Доменіко Аполлонія була дочкою золотаря Антоніо ді Джованні. У Пуліго була сестра Франческа. На початку XV століття родина Убальдіні переїхала в село Понте-Ріфреді на околиці Флоренції. Через декілька років сім'я знову переїхала в Пьяцца ді Сан-Галло, розташовану на периферії Порта-Сан-Галло.
Найбільш рання згадка про Доменіко датується 1504 роком. Його батько Бартоломео заявив, що його синові було дванадцять років, що дозволило визначити, що Пуліго народився в 1492 році. Другий запис містив 1525 рік, 21 рік потому, коли Пуліго було 33 роки. Два роки потому, в 1527 році, Пуліго вмирає у віці 35 років.